# Villaviciosa de Córdoba
Villaviciosa de Córdoba es un municipio español de la provincia de Córdoba, en la comunidad autónoma de Andalucía. En 2016 contaba con 3064 habitantes (INE, 2024). Su extensión superficial es de 468,73 km² y tiene una densidad de 7,2 hab,/km². Se encuentra situado en la comarca del Valle del Guadiato, a una altitud de 693 m y a 43 km de la capital de provincia, Córdoba.

## Geografía
Integrado en la comarca de Valle del Guadiato, se sitúa a 45 km de la capital provincial. El término municipal está atravesado por la carretera nacional N-432 y por carreteras locales que comunican con los municipios vecinos de Espiel, Córdoba y Posadas. El relieve del municipio es predominantemente montañoso, al estar enclavado en Sierra Morena. De este conjunto de sierras, destacan en el territorio la sierra de las Tonadas (891 m) y la sierra del Esparragal (765 m). 
El río Névalo hace de límite con Espiel por el oeste y suroeste, mientras que el río Guadiato, hace de límite con Córdoba por el sureste. Buena parte del sur del municipio está integrado en el parque natural de la Sierra de Hornachuelos. La altitud oscila entre los 891 m (cerro de las Cruces) y los 190 m en la desembocadura del río Guadiatillo en el Guadiato. El pueblo se alza a 695 m sobre el nivel del mar.
| Noroeste: Espiel       | Norte: Espiel          | Noreste: Obejo        |
| Oeste: Espiel          | Puntos cardinales      | Este: Obejo y Córdoba |
| Suroeste: Hornachuelos | Sur: Almodóvar del Río | Sureste: Córdoba      |

## Historia
Hasta la reforma de la nomenclatura municipal de 1916 el municipio se llamaba simplemente Villaviciosa. En dicha fecha su nombre fue modificado por el de Villaviciosa de Córdoba.

## Demografía
Villaviciosa de Córdoba cuenta con una población de 3064 habitantes (INE 2024).
| Gráfica de evolución demográfica de Villaviciosa de Córdoba entre 1842 y 2021 |
| |
| Población de derecho según los censos de población del INE Población de hecho según los censos de población del INEEn estos censos se denominaba Villaviciosa: 1842, 1857, 1860, 1877, 1887, 1897, 1900 y 1910 |

La población en Villaviciosa de Córdoba como se puede observar ha ido decreciendo debido a la escasa natalidad y al elevado número de población de avanzada edad, siendo otros de sus causantes la concentración en las grandes poblaciones urbanas como la capital cordobesa o inmigración al norte de la península especialmente Cataluña por motivos de trabajo.

## Patrimonio artístico y monumental

### Patrimonio Histórico Andaluz
- Ver catálogo
- Iglesia de San José ( S. XIX)
- Ermita de Villaviciosa ( original medieval, reconstruida en el s. XVIII y en el s. XX.
- Ermita de San Isidro ( años 60)
- Puente Califal sobre el río Guadiato
- Ruinas del castillo